# Somogy (historisch comitaat)
Het comitaat Somogy (Duits: Komitat Schomodei) was een historisch comitaat in het zuidwesten van het koninkrijk Hongarije. Dit comitaat bestond vanaf de 11e eeuw tot 1950 in zijn historische context. Het comitaat stond na de herstructurering van de comitaten in 1950, het stoeldistricht rond Szigetvár / Inselburg af aan het comitaat Baranya af, maar kreeg er het stoeldistrict rond Siófok / Fock voor terug van het buurcomitaat Veszprém, waardoor het comitaat geheel langs de zuidoever van het Balatonmeer / Plattensee kwam te liggen. Tot 1749 was Somogyvár de hoofdstad en vanaf dat jaar nam Kaposvár / Ruppertsberg die rol over. Somogyvár werd gesticht in 1091, door koning Ladislaus I van Hongarije rondom de Benedictijnenabdij van Somogyvár , aan deze plaats dankt het comitaat haar naam.

## Ligging

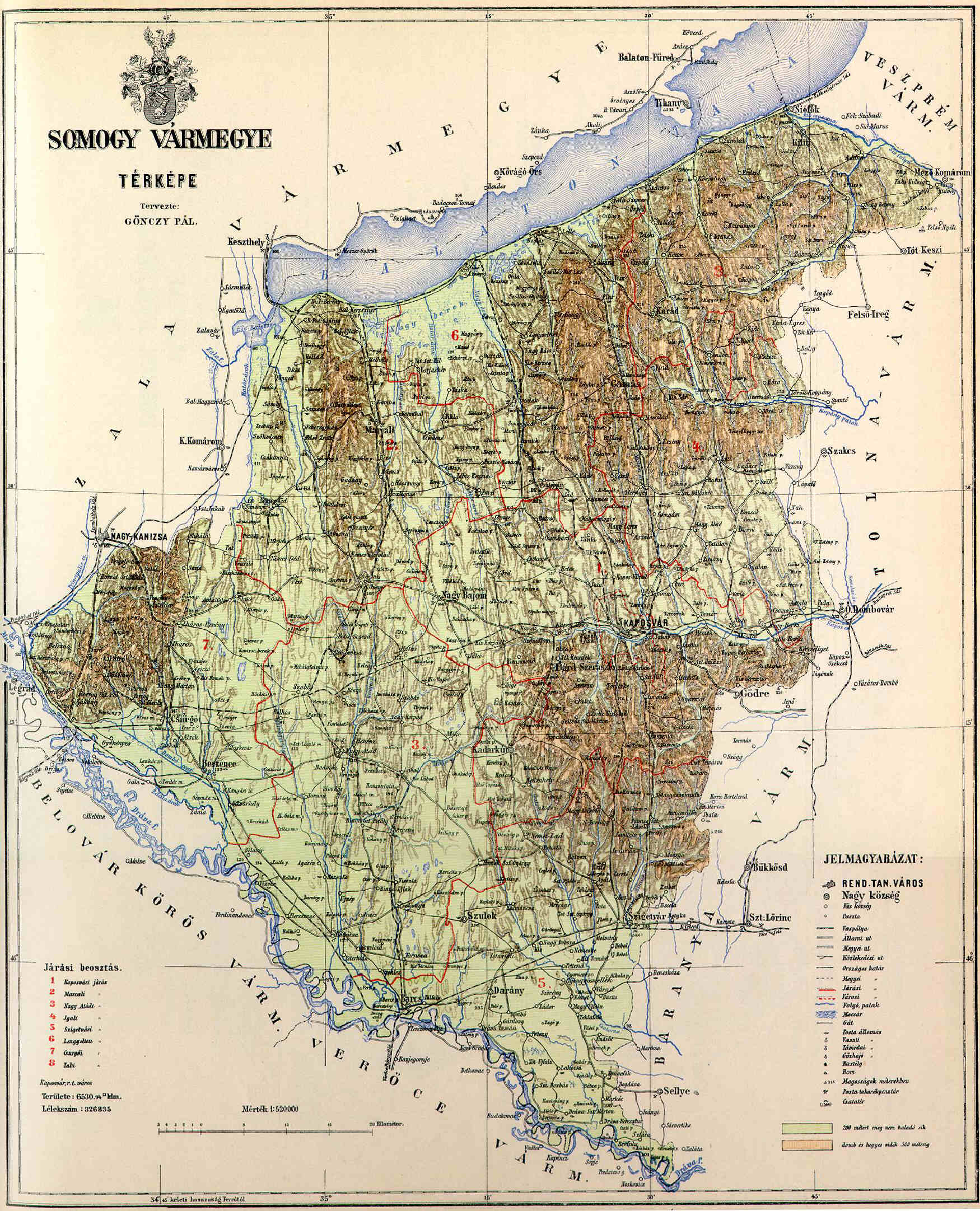
Kaart van het comitaat Somogy in 1890

Het comitaat grensde aan de Kroatische comitaten: Verőce , Belovár-Kőrös en Varasd. Aan de Hongaarse comitaten: Zala (historisch comitaat) , Veszprém (historisch comitaat) , Tolna (historisch comitaat) en Baranya (historisch comitaat).
Het Balatonmeer / Plattensee vormde grotendeels de noordelijke grens, gevolgd door de rivier Sió. De zuidgrens vormde de Drau , die ook gelijk de landsgrens vormde met het Koninkrijk Kroatië en Slavonië , dit koninkrijk was in personele unie verbonden met het Koninkrijk Hongarije sinds 1102. Het comitaat had enigszins een vlak en anderszins een heuvelachtig en bergachtig landschap. Het vlakkere gebied was vooral rondom de riviervlakte van de Drau te vinden.

## Districten
| Stoeldistrict | Hoofdplaats             |
| ------------- | ----------------------- |
| Barcs         | Barcs / Bartsch         |
| Csurgó        | Csurgó                  |
| Igal          | Igal                    |
| Kaposvár      | Kaposvár / Ruppertsberg |
| Lengyeltóti   | Lengyeltóti             |
| Marcali       | Marcali / Martzal       |
| Nagyatád      | Nagyatád                |
| Szigetvár     | Szigetvár / Inselburg   |
| Tab           | Tab (Hongarije) / Tabau |
| Stadsdistrict |                         |
| Kaposvár      | Kaposvár / Ruppertsberg |